# Лай Чжунцзян
Лай Чжунцзян (28 січня 1988) — китайський плавець.
Учасник Олімпійських Ігор 2008 року.